# André Hennicke
André Hennicke, född 21 september 1959 i Johanngeorgenstadt i Sachsen i dåvarande Östtyskland, är en tysk skådespelare.

## Filmografi (i urval)
- 2000 – Kalt ist der Abendhauch
- 2004 – Undergången – Hitler och Tredje rikets fall
- 2005 – Sophie Scholl – De sista dagarna
- 2005 – Speer och Hitler (TV-film)
- 2005 – Antikörper
- 2006 – Den fria viljan
- 2007 – Youth Without Youth
- 2009 – Pandorum
- 2009 – The Countess
- 2011 – A Dangerous Method
- 2015 – Victoria